# Викрче
Викрче  (словен. Vikrče) насеље на левој обали реке Саве југоисточно од насеља Медводе у општини Медводе која припада покрајини Горењска у Словенији.
Налази се на надморској висини 320,8 м површине 0,81 км². Приликом пописа становништва 2002. године Викрче је имало 238 становника

## Име
У писаним изворима помиње се 1394 као Workers, а 1436 као Waikers.

## Културна баштина
У насељу Викрче налази се археолошко налазиште (римско гробље). Међу ископинама најчешће су копче (фибуле) и потковице. Поред тога у насељу се још једно културно добро. То је 90 метра дуги дрвени висећи мост, преко реке Саве направљен октобра 1934 по пројекту инжењера Станка Димника.. Мост спаја насеља Медно и Викрче.